# Буревісник (Мелітополь)
«Буревісник» — колишній футбольний клуб  Мелітопольського інституту механізації сільського господарства з міста Мелітополь,  Запорізької області. 4-разовий чемпіон Запорізької області, 3-разовий володар кубка області. У 1961 році «Буревісник» зайняв 3-е місце на Європейських змаганнях інститутських футбольних збірних команд. У 1963–1966 роках виступав в зоні УРСР класу «Б» чемпіонату СРСР. Друге коло чемпіонату 1965 команда провела під назвою «Лиман», а чемпіонат 1966 — під назвою «Спартак». У 1966 році команда відмовилася від участі у всесоюзних чемпіонатах.

## Історія

### Створення команди
Футбольна команда Мелітопольського інституту механізації сільського господарства (МІМСХа) була створена за ініціативою студента Соболя, який грав на позиції лівого захисника та одночасно виконував обов'язки тренера команди.
Для набору в команду висококласних гравців багато зробив Євсюков, начальник навчальної частини інституту та азартний футбольний уболівальник. У той час футболісти мали мало можливостей для навчання, і коли Євсюков запропонував гру в «Буревіснику» одночасно з навчанням в МІМСХе, на його пропозицію відгукнулося багато сильних футболістів, навіть з команд класу «А». Мелітопольські гінці об'їздили весь Донбас, набираючи гравців у «Буревісник» серед випускників шкіл і студентів технікумів.
Укомплектована таким чином команда в 1957 році зуміла виграти першість міста, а в 1959 році — першість Запорізької області, одночасно показуючи високий клас гри в багатьох товариських матчах. Перемоги молодої команди з маловідомого у футбольному відношенні міста для багатьох були несподівані.

Нещодавно  ЦСКА гостювали в Мелітополі і програли місцевій клубній футбольній команді «Буревісник» з рахунком 1:3. Щось такого міста я на карті не бачив …
—  Вадим Синявський, радіорепортаж про футбольний матч  ЦСКА -  «Крила Рад »

### 1961
У 1961 році СРСР був запрошений взяти участь в Європейських змаганнях інститутських футбольних збірних команд у Бельгії. Ідею скласти збірну з гравців команд класу «А», що є студентами інститутів, включаючи Лобановського і Базилевича, не підтримали футбольні клуби. Тоді було прийнято рішення надіслати від СРСР на змагання одну клубну команду — мелітопольський «Буревісник». Більшість же інших учасників чемпіонату виставили студентські збірні своїх країн.
У той час у «Буревісника» вже був справжній тренер — Петро Григорович Тищенко, колишній захисник київського «Динамо». Серйозних змін у складі команди не відбулося, але в тактичному плані команда стала грати значно кваліфікованіший, хоч і за колишньою схемою 4-2-4. Дуже сильно грала пара нападників Тамбовцев — Мельниченко, по правому краю гостро атакував новачок команди Іванов. Тим не менш, в більшості матчів турніру територіальна перевага була на боці суперників «Буревісника». Але завдяки надзвичайно сильній грі голкіпера Клюєва, «Буревісник» програв тільки один матч — команді Югославії — і в підсумку посів на турнірі третє місце.

### 1963
«Буревісник» грав проти інших аматорських команд так успішно, що студент В. Белогуб навіть опублікував гумористичне послання мелітопольських уболівальникам:

Вам не по серцю малий рахунок, 

4:0 — для вас трошки. 

Ми знаємо вас: якщо в чашці мед, 

То ви попросите і ложку.
— Володимир Белогуб, газета «Радянський степ»
У 1963 році «Буревісник» отримав право грати в українській групі класу «Б» чемпіонату СРСР з футболу, перейшовши таким чином у професійний футбол, і вболівальники очікували, що розгромні перемоги «Буревісника» продовжаться і надалі. Команда дійсно пройшла чемпіонат дуже рівно і зайняла 4-е місце в своїй зоні. Найбільша перемога з рахунком 6:0 була здобута проти сумського «Спартака».

### 1964
Сезон 1964 року в чемпіонаті СРСР склався для «Буревісника» дуже невдало. В першу чергу, це було пов'язано з відсутністю досвідчених гравців, які посилювали гру команди в минулому році: В. Ткачова, Н. Гостєва, Ю. Розсохача, В. Стрижака. Перше коло чемпіонату пропустив також центральний нападаючий В.Тамбовцев. У підсумку команда посіла 14-е місце в зоні.

### 1965
Під час першого кола чемпіонату СРСР 1964 року фінансові проблеми в міському товаристві «Буревісник» поставили подальше існування команди під загрозу. Тому команда провела коло неважливо, навіть незважаючи на те, що вона була посилена такими гравцями, як Микола Коцюбинський, Валерій Кисельов, В. Васильєв, В. Литвинов.
У другому колі команда змінила назву на «Лиман», і виступила досить успішно, добившись 10 перемог і 3 нічиї в 16 зустрічах. Завдяки успішному другому колу, в підсумку команда опинилася на шостому місці в групі. Віллі Тамбовцев увійшов до числа найкращих бомбардирів класу «Б» Україна, забивши в основній частині чемпіонату 17 м'ячів, а разом зі стиковими іграми — 24.

### 1966
У цьому сезоні в команду знову повернувся тренер Петро Григорович Тищенко, під керівництвом якого «Буревісник» вже домагався великих успіхів у 1961—1963 роках. Колектив знову змінив назву, і тепер називався «Спартак».
Протягом чемпіонату СРСР 1966 в команді грали 29 футболістів, але лише деякі з них відіграли повний сезон. Молодого гравця Олега Усова, колишнього основним бомбардиром команди в першому колі, у другому колі повернули в запорізький «Металург». Віллі Тамбовцев за сезон забив всього 6 голів. Інший «ветеран» команди, Віктор Мельниченко, грав мало і забив лише 3 голи. У другому колі навіть довелося грати другому тренеру команди, Юрію Нестерову, недавньому гравцеві кіровоградської «Зірки». З кожним туром «Спартак» грав все гірше і гірше, і в підсумку посів лише 17-е місце в зоні.

### Розформування команди
Проблеми в команді наростали давно. Практично всі гроші, одержувані інститутом на розвиток спорту, витрачалися на утримання однієї професійної футбольної команди. Футбольний ажіотаж в місті, швидко наростаючий в 1957–1963 роках у міру успішних виступів «Буревісника», став спадати, коли команда стала грати все менш виразно. Коли відвідуваність стадіону впала, стало надходити й менше грошей на утримання команди.
В результаті після сезону 1966 команда відмовилася далі брати участь у чемпіонаті України по класу «Б», а його місце було передано команді з Каховки Херсонській області.

## Цікаві факти
- Нападник «Буревісника» Юрій Розенко став першим тренером мелітопольського«Торпедо»[3].